# Pardosa ghourbanda
Pardosa ghourbanda este o specie de păianjeni din genul Pardosa, familia Lycosidae, descrisă de Roewer, 1960.
Este endemică în Afghanistan. Conform Catalogue of Life specia Pardosa ghourbanda nu are subspecii cunoscute.